# Tychon (Sofijčuk)
Tychon (světským jménem: Vasylij Mykolajivyč Sofijčuk; * 1. ledna 1965, Storožynec) je ukrajinský duchovní Ukrajinské pravoslavné církve Moskevského patriarchátu a metropolita romenský a buryňský.

## Život
Narodil se 1. ledna 1965 v Storožynci.
Po střední škole č. 7 v Černovicích nastoupil roku 1982 na technickou fakultu oboru radiotechnika Černovické státní univerzity. Během studia absolvoval povinnou vojenskou službu. Následně pracoval v závodu Graviton v Černovicích.
Roku 1991 začal studovat na Kyjevském duchovním semináři, který dokončil roku 1993 a pokračoval na Kyjevskou duchovní akademii. Dne 20. března 1996 byl v Kyjevskopečerské lávře postřižen na monacha se jménem Tychon na počest svatého Tichona Moskevského a 31. března rukopoložen na jerodiákona. Dne 2. června 1996 byl rukopoložen na jeromonacha.
Po kněžském svěcení se stal představeným Spaského chrámu na Berestově (Kyjev). Od roku 1995 byl vedoucím oddělení dálkového studia Kyjevské duchovní akademie a semináře. Roku 1998 byl povýšen na igumena. Přednášel na Kyjevských duchovních školách.
Roku 2001 byl jmenován představeným skitu Cerkovščyna Holosijivské pustyně. O devět let později byl povýšen na archimandritu. Dne 26. února 2010 byl ustanoven představeným monastýru Narození přesvaté Bohorodice v Cerkovščyně. Od 24. prosince 2014 působil jako předseda Komise pro kanonizaci svatých kyjevské eparchie.
Dne 18. října 2016 jej Svatý synod Ukrajinské pravoslavné církve zvolil biskupem hostomelským a vikářem kyjevské eparchie. Biskupská chirotonie proběhla 9. prosince v Kyjevskopečerské lávře. Hlavním světitelem byl metropolita kyjevský a celé Ukrajiny Onufrij (Berezovskyj). Dne 23. listopadu 2022 byl ustanoven biskupem romenským a buryňským.
Dne 17. srpna 2023 byl povýšen na arcibiskupa a o rok později na metropolitu.